# Bosporus
Der Bosporus (altgriechisch Βόσπορος ‚Rinderfurt, Ochsenfurt‘, von altgriechisch βοῦς bûs ‚Rind, Ochse‘ und altgriechisch πόρος póros ‚Weg, Furt‘; türkisch Boğaz ‚die Meerenge‘, İstanbul Boğazı für ‚die Istanbul-Meerenge‘ bzw. Karadeniz Boğazı für ‚Meerenge des Schwarzen Meeres‘; veraltet ‚Straße von Konstantinopel‘) ist eine Meerenge zwischen Europa und Asien, die das Schwarze Meer (in der Antike: Pontos Euxeinos) mit dem Marmarameer (in der Antike: Propontis) verbindet; daher stellt er einen Abschnitt der südlichen innereurasischen Grenze dar. Auf seinen beiden Seiten befindet sich die Stadt Istanbul, deren Geografie er maßgeblich prägt. Der Bosporus hat eine Länge von ca. 30 Kilometern und eine Breite von 700 bis 2500 Metern. In der Mitte variiert die Tiefe zwischen 36 und 124 Metern (bei Bebek). Innerhalb des Bosporus liegt auf der westlichen Seite das Goldene Horn, eine langgezogene Bucht und ein seit langem genutzter natürlicher Hafen.
Die Durchfahrtsrechte für die internationale Schifffahrt wurden 1936 im Vertrag von Montreux geregelt.

## Entstehung
Bis heute ist die Entstehung des Bosporus nicht gesichert geklärt. 1997 sorgten die US-amerikanischen Meeresbiologen William Ryan und Walter C. Pitman mit ihrer Sintflut-Hypothese für Aufsehen. Sie besagt, dass der Bosporus nur etwa 7500 Jahre alt ist. Davor sei das Schwarze Meer ein Binnengewässer etwa 120 Meter unter dem heutigen Meeresspiegel gewesen. Im Laufe der holozänen Meerestransgression durch Abschmelzen eiszeitlicher Gletscher sei etwa im sechsten Jahrtausend v. Chr. das Mittelmeer über Marmarameer und Bosporus in das Schwarze Meer eingebrochen. Der sehr ebene Grund der tief in den Fels eingeschnittenen, relativ breiten Wasserstraße wird als Indiz für die sehr große Strömungsgeschwindigkeit des Wassers bei der Entstehung interpretiert.
Sowohl Zeitpunkt als auch Ablauf dieses Ereignisses werden sehr kontrovers diskutiert. Umweltforscher aus den USA und Kanada (Teofilo Abrajano, Rensselaer Polytechnic Institute, Ali Aksu, University of Newfoundland) führten Analysen der Sedimente im Marmarameer durch, die die Sintflut-Hypothese ihrer Ansicht nach widerlegen. Demnach strömt das Wasser schon seit dem Ende der letzten Eiszeit kontinuierlich aus dem Schwarzen Meer ins Mittelmeer.

## Wasserströmung

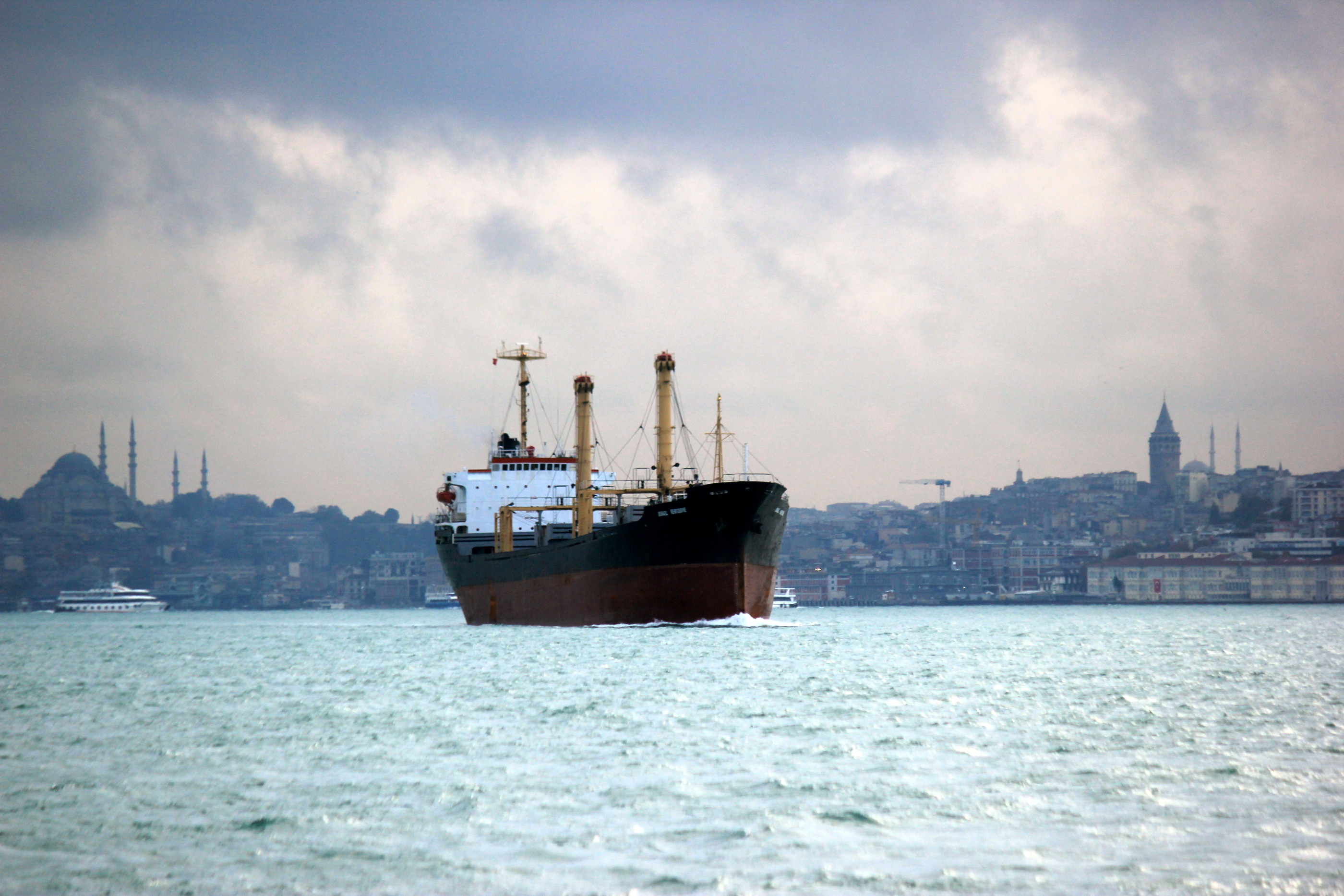
Ein Stückgutfrachter passiert den Bosporus in Istanbul

Aus dem Schwarzen Meer fließt ein kräftiger Oberstrom, und in etwa 40 Meter Tiefe fließt ein schwächerer Unterstrom in entgegengesetzter Richtung, angetrieben durch die höhere Dichte des Mittelmeerwassers. Der Salzgehalt ist im Mittelmeer etwa doppelt so hoch wie im Schwarzen Meer. Das Mittelmeer ist ein arides (trockenes) Meer – die Verdunstung übersteigt den Wasserzufluss aus den einspeisenden Flüssen. Dagegen ist im Schwarzen Meer der Wasserzufluss aus den einspeisenden Flüssen größer als die Verdunstung. Wegen der wasserreichen Zuflüsse in das Schwarze Meer (besonders die Donau, aber unter anderem auch Dnepr, Dnister, Don, Südlicher Bug) beträgt der Wasserüberschuss des Schwarzen Meeres etwa 300 km³ pro Jahr. Das Wasser aus dem Schwarzen Meer fließt über den Bosporus, das Marmarameer und die Dardanellen in die Ägäis und das Mittelmeer mit einer durchschnittlichen Geschwindigkeit von 3 Knoten (stellenweise bis 8 Knoten).
In der frühen Antike konnten die Griechen mit ihren Schiffen vom späten Frühling bis in den Sommer nicht durch den Bosporus segeln. Während dieser Zeit bliesen Nordostwinde und die Strömungsgeschwindigkeit erhöhte sich dann auf durchschnittlich 4 Knoten, gegen die die griechischen Schiffe nicht kreuzen konnten. Auch ihre Rudergeschwindigkeit reichte nicht aus, um gegen die Strömung anzukommen. Erst mit dem Aufkommen stärkerer Ruderboote (Pentekonteren) konnten die Griechen ganzjährig mit ihren Schiffen durch den Bosporus ins Schwarze Meer gelangen.
Am Bosporus herrschen Winde aus Nord bis Nordost vor. Die Gezeiten sind sehr schwach. Bei seltenen Südwinden dreht sich die Wasserströmung an der Oberfläche gelegentlich nach Norden.

## Bedeutung

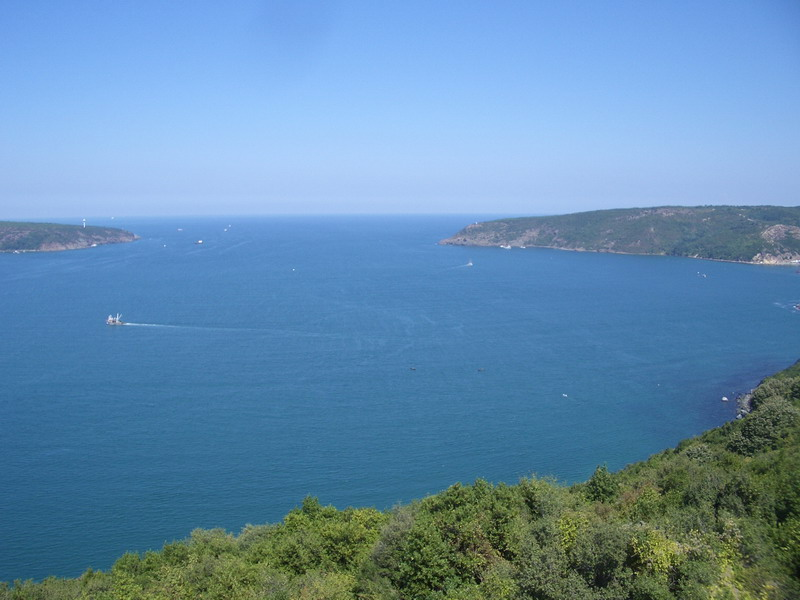
Mündung ins Schwarze Meer

Der Bosporus (türkisch: İstanbul Boğazı) gilt als eine der weltweit wichtigsten Wasserstraßen. Er ermöglicht bedeutenden Küstenstreifen der Anrainerstaaten des Schwarzen Meeres – darunter Russland, die Türkei, die Ukraine, Rumänien, Bulgarien und Georgien – den maritimen Zugang zum Mittelmeer und damit Zugang zum internationalen Seehandel. Neben Agrargütern und Industrieprodukten hat nicht zuletzt das Erdöl einen entscheidenden Anteil am großen Transportvolumen auf diesem Weg. Insbesondere die Anrainerstaaten am östlichen Schwarzen Meer sowie deren durch Pipelines angebundenes Hinterland gelten als Erdöllieferanten des 21. Jahrhunderts, zugleich aber politisch auch als Unruheregionen. Nach einer Greenpeace-Aktion, die auf das Unfallrisiko für den Schiffsverkehr aufmerksam machte, wurden Ende 2002 die Auflagen zur Durchfahrt für Öltanker verschärft. Im Jahr durchfahren etwa 50.000 Schiffe diese Meerenge. Im Jahr der Unterzeichnung des Vertrages von Montreux (1936) waren es lediglich 4.500.
Im April 2012 äußerte der türkische Ministerpräsident Erdoğan Pläne seiner Regierung, den Bosporus durch den parallel zu bauenden Istanbul-Kanal zu entlasten. Baubeginn war 2021.

## Geschichte
Bereits in den antiken Sagen wurde der Bosporus erwähnt. Jason musste auf seiner Fahrt nach Kolchis die lebensgefährlichen Symplegaden passieren – zwei mythologische Felseninseln, die an der Einmündung des Bosporus in das Schwarze Meer liegen.
Der Name Bosporus (Kuh- oder Ochsenfurt) stammt daher, dass hier nach der Sage die in eine Kuh verwandelte Io auf ihrer Flucht hinüberschwamm.
Als die Bezeichnung Bosporus im Altertum auch für andere Meerengen verwendet wurde, nannte man die Straße von Konstantinopel Thrakischen Bosporus – zur Unterscheidung vom Cimerischen Bosporus oder Kimmerischen Bosporus (Straße von Kertsch).

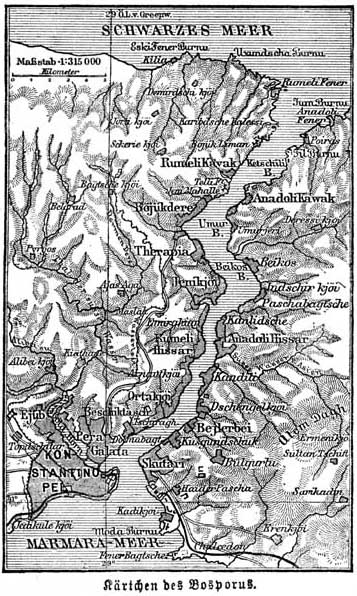
Bosporus-Karte um 1888

Der persische König Dareios I. ließ im 6. Jahrhundert v. Chr. die Schiffbrücke über den Bosporus bauen, der so sein angeblich 700.000 Mann starkes Heer für seinen Feldzug gegen die Skythen übersetzte.
Die Großmächte, die im Laufe der Geschichte den Bosporus kontrollierten (Oströmisches Reich, Osmanisches Reich), strebten damit auch eine Kontrolle über das Schwarze Meer an. So ließ Sultan Bayezid I. 1390 die Gelibolu-Schiffswerft errichten, um den Bosporus und damit die Schifffahrtsroute zwischen Konstantinopel (heute Istanbul) und dem Schwarzen Meer zu kontrollieren. Konstantinopel selbst war zu dieser Zeit noch nicht osmanisch.
Für diesen Zweck führte er auch Schiffsinspektionen für alle Schiffe ein, die den Bosporus durchfahren wollten, und verweigerte gegebenenfalls auch die Durchfahrt. Zum Zwecke der Kontrolle des Bosporus wurde auch die Festung Anadolu Hisarı (auf der asiatischen Seite) errichtet. Später ließ Mehmed II. als Vorbereitung auf die Belagerung und Eroberung Konstantinopels die Festung Rumeli Hisarı (auf der europäischen Seite) errichten – genau gegenüber der Festung Anadolu Hisarı. Damit hatte das osmanische Reich die volle Kontrolle über den Zugang zum Schwarzen Meer. Für eine gewisse Zeit wurde Schiffen, die unter der Flagge der Republik Venedig bzw. der Republik Genua fuhren, die freie und ungehinderte Durchfahrt zu ihren Kolonien im Schwarzen Meer gewährt; später mussten sie eine Reisegenehmigung (izn-i sefine) erwerben und eine Steuer entrichten. Nach 1484 (nach der Eroberung von Kili und Akkirman unter Bayezid II.) wurde dann aber allen Schiffen unter ausländischer Flagge die Durchfahrt durch den Bosporus verwehrt. Wegen der vollständigen Isolierung des Schwarzmeerraumes vom internationalen Handel wurde diese Region im 16. Jahrhundert zum internen Meer des Osmanischen Reiches. Anfangs war die gesamte Schwarzmeerküste osmanisch beherrscht. Eine privilegierte Flotte von 120 Schiffen (Unkapani kapan-i dakik; je 175 t Ladung) transportierte im Auftrag des Reiches Getreide aus dem Donaudelta und von der anatolischen Schwarzmeerküste. Zusätzlich waren Handelsschiffe auf eigene Rechnung unterwegs, die für jede Reise einen Antrag stellen mussten.
Später eroberte Russland Teile der nördlichen Schwarzmeerküste (1739 Festung Asow, 1769 Taygan, 1778 Gründung der Hafenstädte Kerson und 1794 Odessa, 1783 russische Eroberung der Krim), und es gab einen Freihandel mit diesen Gebieten, der besonders von den Griechen aus der Ägäis (damals unter osmanischer Herrschaft) betrieben wurde. Die Kapitäne der auslaufenden Schiffe mussten dafür bürgen, dass die gesamte Besatzung wieder zurückkehrte, da in der russischen Flotte ein großer Bedarf an qualifizierten (griechischen) Seeleuten bestand und sie sich bereits zu einem großen Teil aus griechischen Seeleuten aus dem osmanischen Herrschaftsbereich rekrutiert hatte. Der Kapitän musste in späteren Jahren sogar eine Bürgschaftsurkunde (Geldbürgschaft) seiner Heimatgemeinde vorlegen bzw. einen vermögenden Bürgen in Istanbul vorweisen. Die Fälle von (angeblich) unterwegs verstorbenen – und deshalb nicht mehr zurückkehrenden – Seeleuten wurden streng untersucht.
Dieser Status blieb bis 1774 erhalten, als der Friede von Küçük Kaynarca geschlossen wurde. Bis zum Anfang des 18. Jahrhunderts hatte das Osmanische Reich allen Schiffen unter fremder Flagge, einschließlich der Handelsschiffe, auch dem kleinsten Boot, die Zufahrt zum Schwarzen Meer versagt. So blieb die Region unter totaler osmanischer Kontrolle. Nach 1774 durften russische Schiffe den Bosporus passieren und um 1800 auch die Schiffe anderer europäischer Staaten (1783 Österreich, 1802 Frankreich und Großbritannien). Den russischen Schiffen war jedoch der Transport bestimmter Güter durch den Bosporus untersagt. Insbesondere wollten die Osmanen verhindern, dass Getreide weitertransportiert wurde, da sie selber einen großen Bedarf dafür hatten.
Russischen Kriegsschiffen wurde jedoch die Durchfahrt durch den Bosporus streng verwehrt, auch als man versuchte, die Durchfahrt für russische Kriegsschiffe ohne Bewaffnung zu erbitten. Diese sollte als getrennte Ladung auf Handelsschiffen durch den Bosporus transportiert werden.
Das Verbot der Durchfahrt von russischen Kriegsschiffen wurde erstmals gelockert, als Russland dem Osmanischen Reich seine militärische Hilfe anlässlich Napoleons Ägyptenfeldzug (1798 bis 1801) anbot. Das Osmanische Reich gestattete russischen Kriegsschiffen für die Dauer des Krieges die Durchfahrt. Als der 7. russisch-türkische Krieg (1806–1812) ausbrach, schlossen die Osmanen einen Beistandspakt mit Großbritannien (1809 in Kala-i Sultaniye) – für den Fall eines französischen Angriffs. Dabei wurde den britischen Kriegsschiffen das Recht gewährt, bis zum südlichen Eingang des Bosporus zu fahren.
Im Vertrag von Hünkâr İskelesi (1833) wurde russischen Schiffen ein Durchfahrtsrecht gewährt, und die osmanische Regierung verpflichtete sich, im Falle eines Krieges den Bosporus für Schiffe aller Länder zu schließen. Wegen des lautstarken Protestes von Großbritannien und Frankreich hielt dieser Vertrag aber nicht lange. Entsprechend dem Londoner Vertrag von 1841 musste der Bosporus in Friedenszeiten für alle Kriegsschiffe geschlossen bleiben – lediglich kleineren Kriegsschiffen verbündeter Nationen durfte die Durchfahrt gewährt werden – nach der Genehmigung durch einen speziellen Beauftragten. Somit wurde die Frage der Bosporusdurchfahrt eine Angelegenheit der Großmächte.

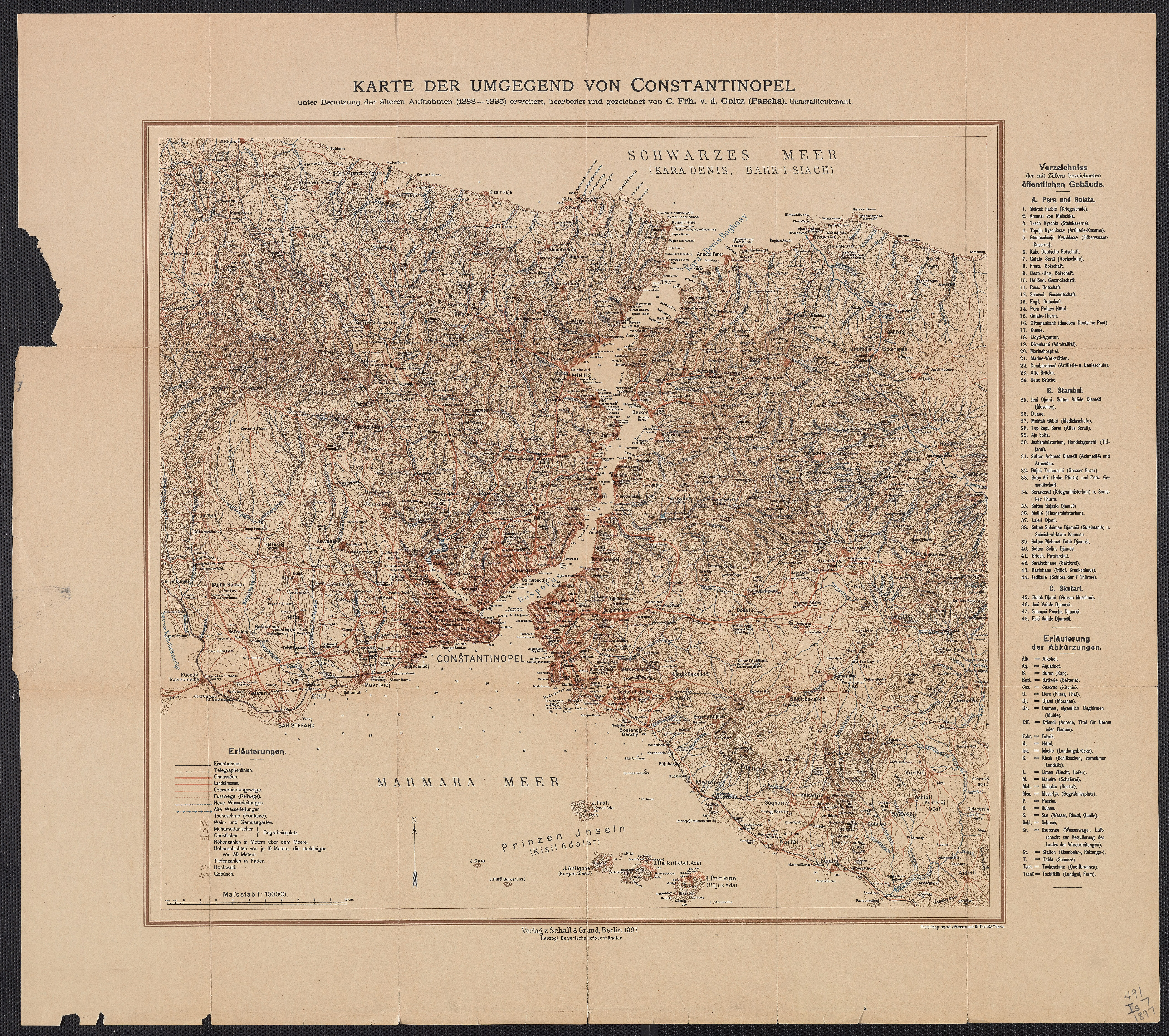
Detaillierte Karte Istanbuls und des Bosporus von Colmar von der Goltz aus dem Jahr 1897

In den folgenden Krimkrieg (1853 bis 1856) traten Frankreich und Großbritannien auf der Seite des Osmanischen Reiches ein und schickten ihre Kriegsflotten in das Schwarze Meer.
Nach dem Krimkrieg (Pariser Frieden (1856)) hatte der Bosporus den Status einer internationalen Wasserstraße, blieb aber für Kriegsschiffe geschlossen. Dem Osmanischen Reich und Russland war das Unterhalten einer Kriegsflotte im Schwarzen Meer untersagt. Mit dem Londoner Vertrag von 1871 wurde Russland jedoch eine Kriegsflotte im Schwarzen Meer gestattet, und verbündeten Ländern wurde die Bosporusdurchfahrt von Kriegsschiffen während Friedenszeiten erlaubt. Dieser Status blieb bis zum Ersten Weltkrieg erhalten.
Im Vertrag von Edirne, der nach den griechischen Unruhen (1921), angestachelt von Großbritannien, Frankreich und Russland, geschlossen wurde, wurde den Handelsschiffen aller Länder die freie Durchfahrt durch den Bosporus gewährt.
Im Meerengenabkommen, das am 20. Juli 1936 in Montreux unterzeichnet wurde, wurden der Türkei die Hoheitsrechte für den Bosporus zuerkannt, die internationalen Durchfahrtsrechte geregelt und das Recht zur Sperrung der Meerenge durch die Türkei im Kriegsfall. Unterzeichnerstaaten waren die Türkei, Großbritannien, Frankreich, Japan, UdSSR, Bulgarien, Rumänien, Griechenland und Jugoslawien. Italien trat erst 1938 dem Abkommen bei.

## Historische Verteidigungsanlagen (nach Meyers Lexikon 1888)
„Die Küstenwerke des Bosporus, die diesen gegen einen aus dem Schwarzen Meere kommenden Feind verteidigen sollen, bestehen aus vier Gruppen.
Die nördlichste Gruppe reicht bis zur Vöjükbucht auf der europäischen und bis Fil-Burun auf der kleinasiatischen Seite und enthält auf der 3,5 km langen und 3 bis 1 km breiten Strecke auf rumelischer Seite 5 Küstenwerke und zwar das Fort Rumeli-Feneri-Kalesst nebst einer Batterie, die Batterie Tapas-Vurun, das Fort Gharibdsche, das hochliegende Fort Vöjük-Liman mit insgesamt 97 Geschützen, und auf anatolischen Seite drei, nämlich das moderne Fort Anadoli-Feneri-Kalessi, die Poirasbatterie und das moderne Fort Fil-Burun mit insgesamt 64 Geschützen.
Die zweite Befestigungsgruppe, mit den wichtigsten Werken, reicht bis zur Böjükderebai und deckt den nur 570–740 m breiten Fahrwasserabschnitt; hier stehen außer den alten halbverfallenen Genueserschlössern Numeli-Kawak und Anadoli-Kawak acht Werke mit mindestens 198, wahrscheinlich aber mehr Geschützen; unter diesen Werken sind besonders zu nennen auf europäischer Seite die neue Batterie von Numeli-Kawak mit sechs schweren gezogenen Geschützen, das Fort von Tali-Tabia mit 30 glatten Geschützen in sehr guter Aufstellung unmittelbar über dem Meeresspiegel, die Batterie von Dikili und das Fort Mezar-Vurun; auf asiatischer Seite das alte Fort Anadoli-Kawak mit elf Kruppschen Geschützen von 15 bis 28 cm Kaliber, das neue Fort Iuscha, die alte Riesenburg, mit 8 Kruppschen Geschützen und das ganz moderne Fort Madschiar-Kalessi, das wichtigste Küstenwerk des ganzen B., mit 30 Kruppschen Kanonen von 15 bis 28 cm Kaliber, die in 8 m Höhe über dem Meeresspiegel stehen.
Im dritten Abschnitt zwischen Bo’zükdere und Therapia liegen das Fort Alti-Agatsch und die modernen Batterien von Therapia- und Kiridj-Burun, die mit weittragenden Geschützen den 4 km entfernten Pass Kawak enfilieren. Dieser Pass zwischen Rumeli- und Anadoli-Kawak ist die wichtigste Stelle der Verteidigung; er soll mit drei Minensperren im Kriege gesperrt werden.
Die innerste Verteidigungslinie, die vierte Gruppe der Küstenwerke, liegt in dem schmalen (nur 670 in breiten) Pass zwischen den aus dem 14. Jahrhundert, stammenden, der Neuzeit angepassten festen Schlössern Rumeli-Hissar und Anadoli-Hissar, deren jedes etwa 20 Geschütze führt, aber Platz für ungefähr die doppelte Zahl hat. Auch zwischen diesen Werken soll eine Minensperre gelegt werden, indessen ist hier der Strom ziemlich stark, 5 bis 6 Seemeilen in der Stunde, wodurch die Minen, wenn sie trieben, leicht für Konstantinopel gefährlich werden konnten. Vom Fort Rumeli-Hissar führt ein unterseeisches Telegraphenkabel über den B. nach Kandillü. Im ganzen sollen in diesen Küstenbefestigungen des Bosporus nicht weniger als 534 Geschütze, und zwar 304 auf europäischer und 230 auf kleinasiatischer Seite, aufgestellt sein, darunter 40 schwere Kanonen von Krupp und 50 schwere Mörser. So gut wie unvorbereitet ist die Verteidigung des Bosporus nach dem Marmarameere hin; allerdings sind bei Konstantinopel drei Küstenbatterien, die mit 150 Geschützen bewaffnet werden könnten; es sind dies die Batterie vor dem Arsenal in Tophane mit 18 Kanonen und 6 Mörsern (hat Platz für 96 Geschütze), ferner die Batterie auf der nördlichen Höhe des Serailhügels, die für etwa 40 Geschütze bestimmt ist, und endlich auf asiatischer Seite in Ekutari eine Batterie in der Nähe des alten Leanderturms, für 9–14 Geschütze. Davon ist aber nur die Salutbatterie in Tophane –mit 6 Bronzekanonen– in gebrauchsfähigem Zustand.“

## Schifffahrt

### Schiffsunfälle
Der Bosporus ist Tag und Nacht für den internationalen Schiffsverkehr geöffnet. Er ist einer der weltweit meistbefahrenen Seewege, da er die einzige Verbindung zwischen dem Schwarzen Meer und dem Mittelmeer ist. In den letzten 30 Jahren hat die Größe und Anzahl der durchfahrenden Schiffe durch diese schwierige, überfüllte und potentiell gefährliche Wasserstraße kontinuierlich zugenommen. Pro Jahr passieren 5.500 Tanker den Bosporus und transportieren dabei 2 Mio. Barrel Öl pro Tag.
Die Meeresströmung und Dunkelheit stellen die Hauptursache für Schiffsunfälle in dem engen S-förmigen Kanal dar, der eher einem Fluss als einer internationalen Wasserstraße ähnelt. Unfallschwerpunkte sind die beiden Stellen, an denen die Schiffe eine scharfe Kurve fahren müssen (80° bei Yeniköy, 70° bei Umuryeri) – in der 2 km langen und engsten Stelle des Bosporus. Insgesamt müssen die Schiffe bei der Passage des Bosporus zwölfmal den Kurs ändern. Am engsten Punkt (Kandilli, 700 m eng), muss der Kurs um 45° geändert werden; die Strömung kann hier 7 bis 8 Knoten betragen. Wegen der starken Kursänderungen in dem engen Gewässer ist der Blick auf die Fahrrinne versperrt und somit der entgegenkommende Schiffsverkehr nicht einzusehen. So ist bei dem kilometerlangen Bremsweg der heutigen großen Tanker ein vorausschauendes Fahren auf Sicht unmöglich.
Hinzu kommt ein reger Fährverkehr zwischen europäischer und asiatischer Seite der Millionenstadt Istanbul, der die Fahrrinne kreuzt.
Bei den meisten Unfällen haben die Schiffe ihre Manövrierfähigkeit verloren, während sie mit der Strömung fuhren und durch scharfe Kurven manövrieren mussten. Bei den Unfällen, die sich während der Nacht ereigneten, gab es im Durchschnitt doppelt so viele Opfer wie bei Unfällen am Tag. Von 1953 bis 2002 gab es 461 Schiffsunfälle im Bosporus, wobei es sich meistens um Kollisionen handelte. Seit der Einführung des Traffic Separation Scheme (TSS, dt: Betriebsverfahren zur Verkehrstrennung) 1994, das auch von der Internationalen Seeschifffahrts-Organisation gebilligt wurde, sank die Anzahl der Schiffskollisionen sehr stark. Es gab danach nur noch 82 Zwischenfälle – meistens Strandung oder auf Grund laufen. Jedoch erfüllen nicht alle Schiffe die Kriterien zur TSS – wegen des Schiffstyps, ihrer Größe oder ihrer Manövrierfähigkeit. Das Traffic Separation Scheme definiert eine durch Koordinaten genau festgelegte Trennlinie (traffic separation line) zwischen dem nordwärts bzw. südwärts gerichteten Verkehr.
Die größte Ölpest ereignete sich 1994, als der griechisch-zypriotische Tanker Nassia auf dem Weg von Russland nach Italien mit 56.000 t Rohöl an Bord mit dem unbeladenen Frachter Shipbroker kollidierte – an der nördlichen Einfahrt in den Bosporus. Dabei kamen 30 Personen um, 20.000 t Rohöl liefen in den Bosporus, wo es fünf Tage lang brannte und entsprechende Umweltschäden hinterließ. Der Bosporus musste gesperrt werden. Es stauten sich über 200 Schiffe.
Als Konsequenz aus den Unfällen und um die Passage zu entlasten, brachte die türkische Regierung 2011 die Idee ins Spiel, bei Silivri den Istanbul-Kanal, mit 150 Metern Breite und etwa 50 Kilometern Länge, zu errichten.
Am 7. April 2018 rammte der durch Motorschaden nicht mehr steuerbare, unter maltesischer Flagge fahrende 225 Meter lange Frachter „Vitaspirit“ die aus dem 18. Jahrhundert stammende rote Holzvilla Hekimbaşı Salih Efendi nahe der Fatih-Sultan-Mehmet-Brücke auf der asiatischen Seite. Das Gebäude wurde für Veranstaltungen genutzt und durch die Kollision stark beschädigt.

### Schiffspassage

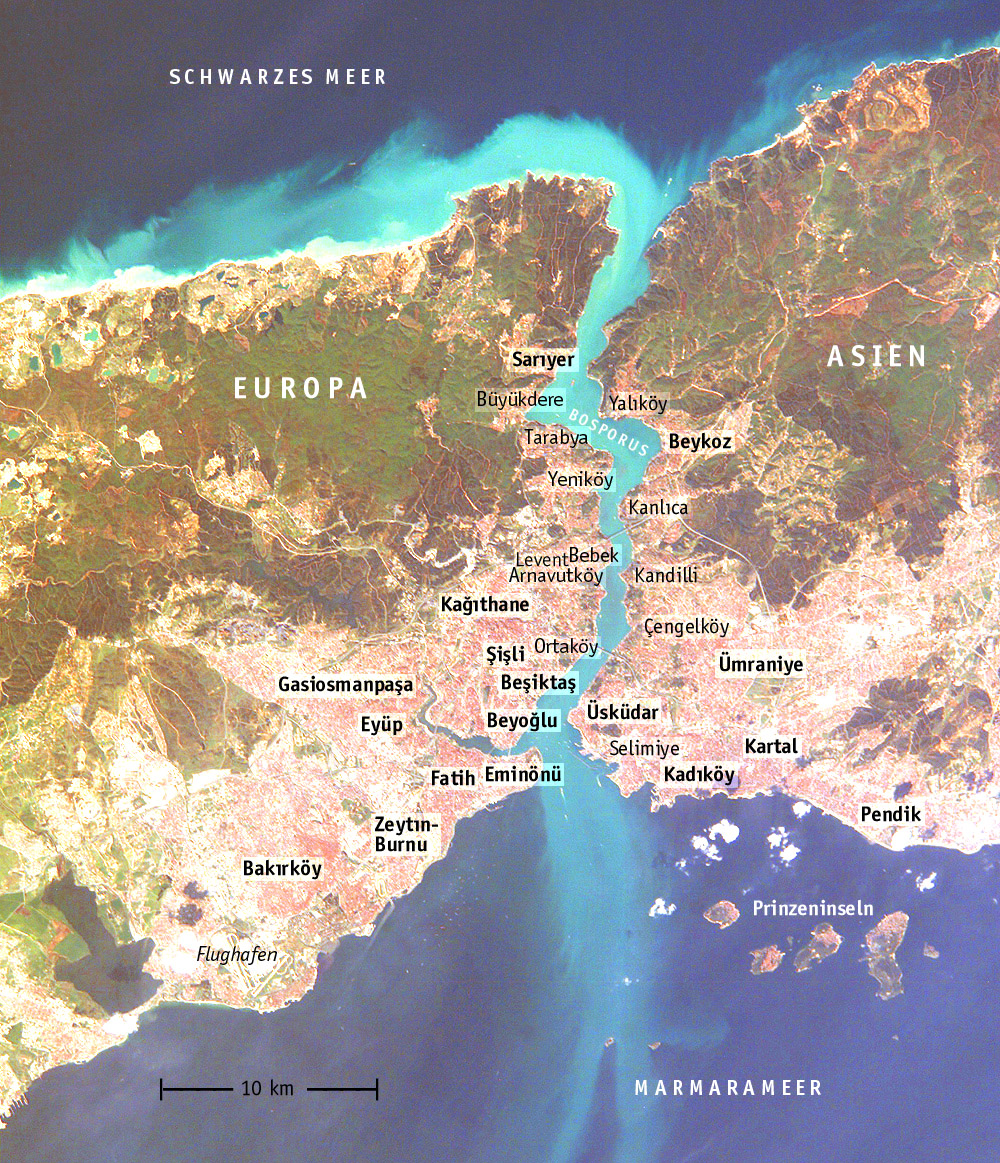
Satellitenaufnahme von Istanbul mit eingetragenen Stadtteilen

Die Verfahren für die Schiffspassage des Bosporus sind getrennt für die Durchfahrten nach Süden bzw. nach Norden in dem Vorschriftenwerk Bosphorus Passage Procedure geregelt (auf welchen Frequenzen und an welchen Positionen die Stationen Turkeli Control Station, Kavak Pilot, Bosphorus Pilot und Istanbul Control Station gerufen werden müssen und an welchen Stellen Positionsmeldungen abgesetzt werden müssen). Der Erstkontakt muss vom Schiff aus jeweils 30 NM vor der Einfahrt in den Bosporus aufgenommen werden – bei Annäherung aus Norden 30 NM vor dem Turkeli-Leuchtturm, bei Annäherung aus Süden 30 NM vor Haydarpasa Break Water. Die Genehmigung zur Durchfahrt muss über Funk vom Traffic Control Center (dt. Verkehrskontrollzentrum) eingeholt werden.
Segelschiffe mit einer Wasserverdrängung von über 500 t müssen spätestens 24 Stunden vor der Passage einen Segelplan abgeben.
Türkische Schiffe mit einer Länge von über 150 m sind angehalten, für die Durchfahrt des Bosporus einen Lotsen an Bord zu nehmen. Für den übrigen Transit-Schiffsverkehr besteht keine Lotsenpflicht, wird aber von den türkischen Behörden stark empfohlen. Schiffe mit Lotsen an Bord haben Vorrang bei der Einfahrt in den Bosporus.
Zwischen 17:30 Uhr und 7:30 (Nacht) Uhr wird nur einem Schiff mit einer Gesamtlänge über 250 m die Bosporusdurchfahrt genehmigt (in der Reihenfolge der Ankunft an der Bosporuseinfahrt). Tankern wird in dieser Zeit die Durchfahrt nur gestattet, wenn sie in Begleitung eines Schleppers fahren. Ansonsten müssen sie bis zum Anbruch des nächsten Tageslichtes warten.
Schiffen mit einer Gesamtlänge über 200 m bzw. einem Tiefgang über 15 m wird die Durchfahrt während des Tages empfohlen.
Für Schiffe mit gefährlichen Gütern ist die Durchfahrt an einigen Stellen gesperrt, solange sich gleichzeitig ein Schiff mit ähnlichen gefährlichen Gütern im Gegenverkehr befindet.
Bei Sichten unter 2 NM muss das Schiffsradar eingeschaltet sein. Bei Sichtweiten unter 1 NM dürfen Schiffe mit gefährlichen Gütern und große Schiffe nicht in den Bosporus einfahren. Bei Sichten unter 0,5 NM wird der Verkehr in beide Richtungen eingestellt.
Schiffe dürfen nicht am Schlepptau eines anderen Schiffes den Bosporus passieren, außer sie werden von einem Schlepper gezogen.
Die normale Geschwindigkeit darf 10 Knoten nicht übersteigen, außer wenn es zum Zwecke einer ausreichenden Steuerung erforderlich ist – nach vorheriger Genehmigung. Der Abstand zum vorausfahrenden Schiff darf 1600 yards nicht unterschreiten. Vor einer Verringerung der eigenen Geschwindigkeit sind die nachfolgenden Schiffe zu informieren.

## Infrastruktur

### Brücken und Tunnel

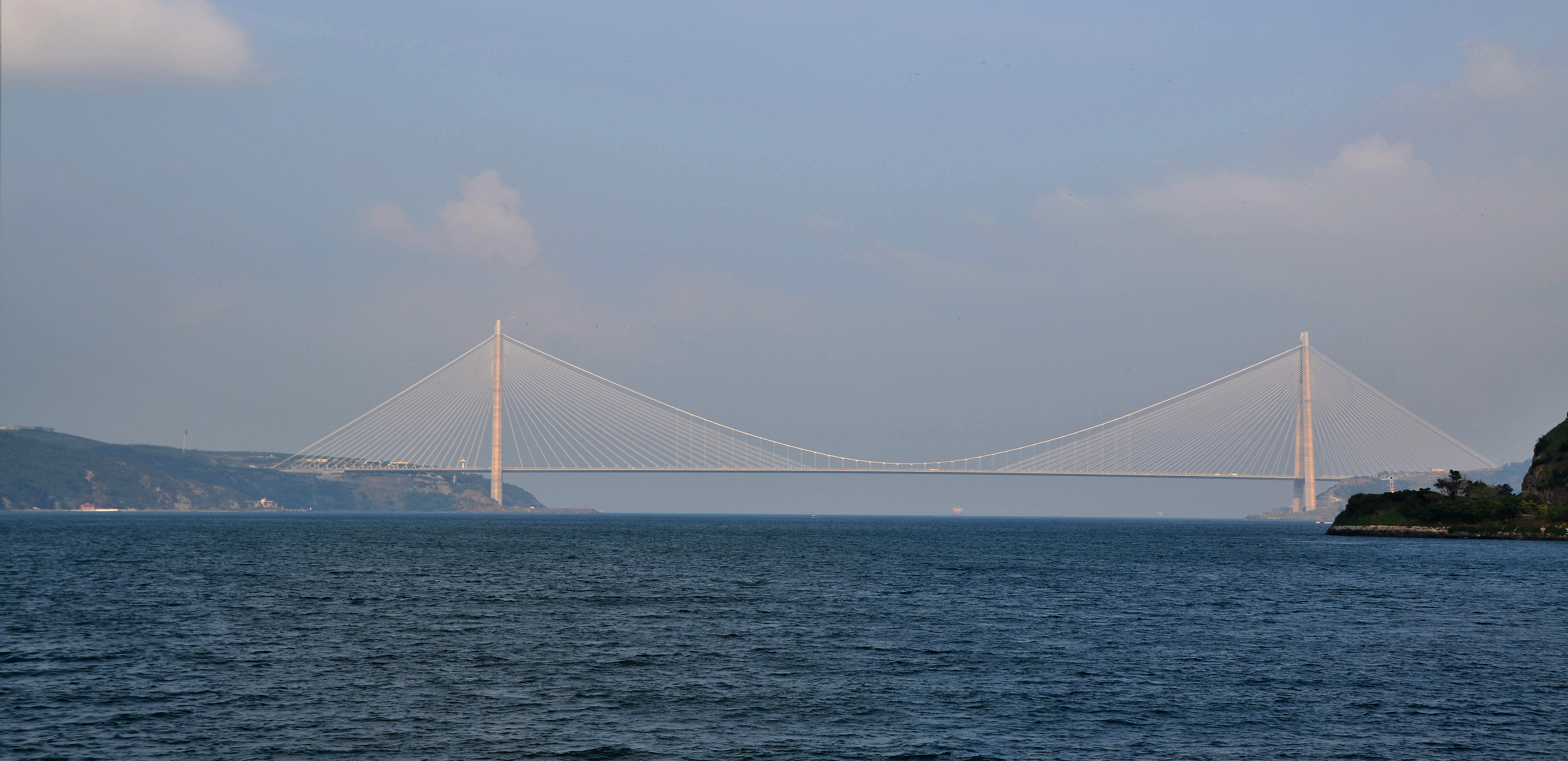
Yavuz-Sultan-Selim-Brücke, im Hintergrund Einfahrt ins Schwarze Meer

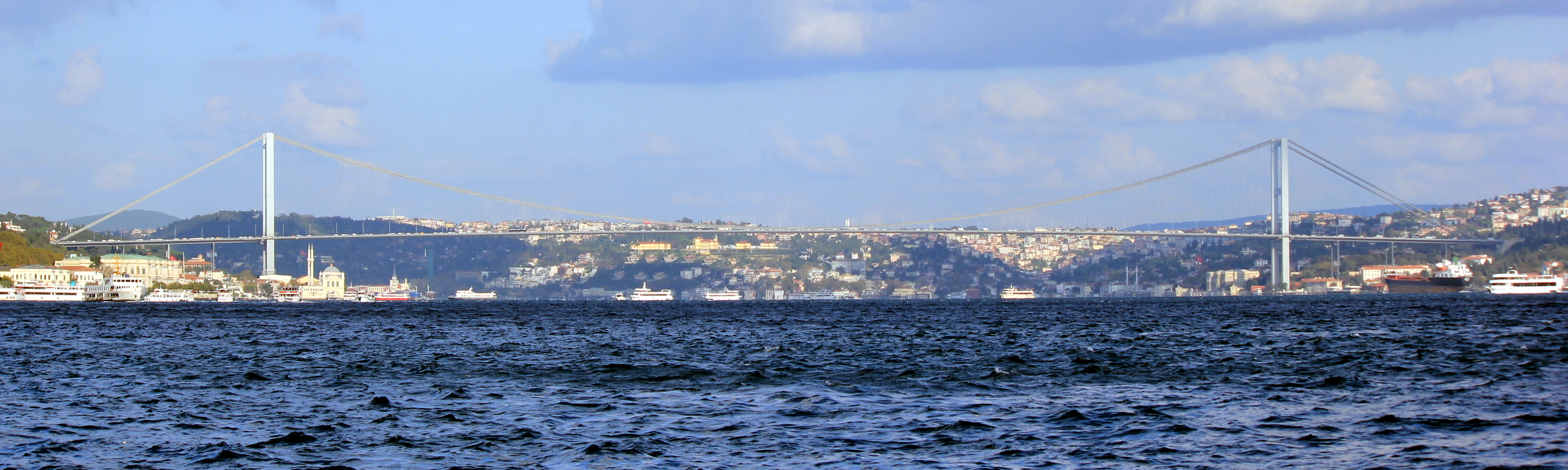
Die erste Bosporus-Brücke

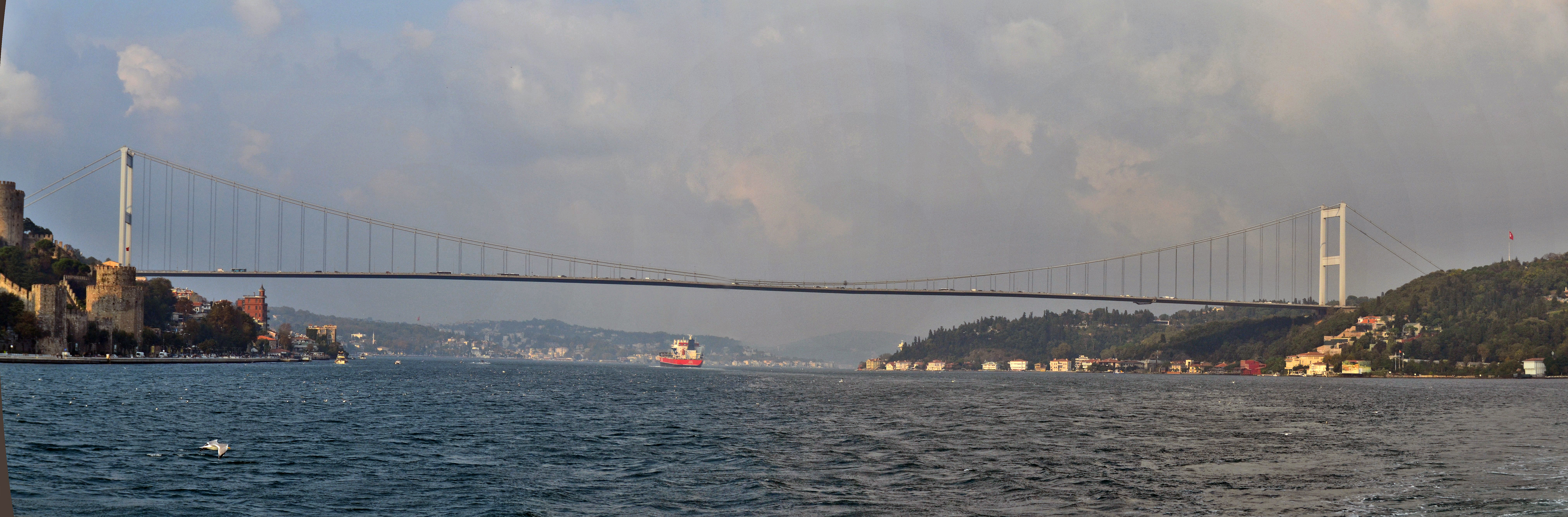
Fatih-Sultan-Mehmet-Brücke -die mittlere der drei Bosporus-Brücken

Über den Bosporus führen drei Hängebrücken, die hier Europa mit Asien verbinden: Brücke der Märtyrer des 15. Juli (1973, aktueller Name seit 2016), die Fatih-Sultan-Mehmet-Brücke (1988) und die Yavuz-Sultan-Selim-Brücke (2016, Hänge- und Schrägseilbrücke). Alle sind mehrspurig für den Straßenverkehr ausgebaut und bei der Auffahrt Richtung asiatische Seite mautpflichtig. Die Yavuz-Sultan-Selim-Brücke weist zusätzlich eine zweigleisige Eisenbahnstrecke auf. Im Oktober 2013 wurde ein Eisenbahntunnel unter dem Bosporus eröffnet, der die europäische mit der kleinasiatischen Seite Istanbuls verbindet. Das Projekt ist unter dem Namen Marmaray bekannt.
Am südlichen Ende des Bosporus wurde im Februar 2011 mit den Bauarbeiten zum Avrasya Tüp Tüneli (Eurasien-Tunnel) begonnen. Dieser wurde am 20. Dezember 2016 eröffnet und ist der erste Straßentunnel unter dem Bosporus. Er verbindet den westlichen (Kennedy Caddesi) und den östlichen Teil (Harem İskele Caddesi) der Schnellstraße D100. Im Februar 2015 wurde ein weiteres Tunnelprojekt als Straßen- und Eisenbahnverbindung angekündigt.

### Freileitungskreuzungen

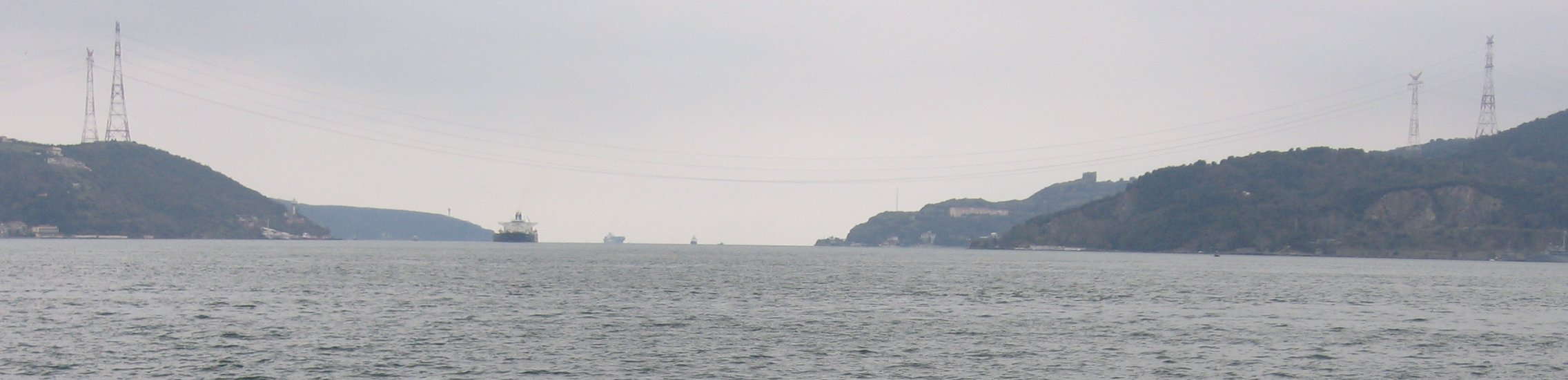
Freileitungen über den Bosporus

1954 wurde auf der Höhe der Stadtteile Arnavutköy in Europa und Kandilli in Asien die erste Freileitung über den Bosporus mit einer 154-kV-Leitung gezogen.
1983 wurde eine weitere Freileitung für 420 kV über den Bosporus gezogen, der 1997 eine dritte Freileitungskreuzung für jeweils vier Drehstromkreise zu je 420 kV folgte. Vorausschauend sind die Masten dieser Freileitungsquerung schon für 800 kV ausgelegt. Da die Durchfahrtshöhe auf dem Bosporus 73 m beträgt, müssen die Masten dieser Freileitungskreuzung sehr hoch sein. Allerdings kommt die gebirgige Topografie dem Leitungsbau zugute. Die Masten der 1997 fertiggestellten Bosporuskreuzung ragen 160 m hoch auf.
- geographische Koordinaten der Leitungsüberquerungen:

Kandili: 41° 4' 11,65" N  29° 3' 53,31" E 

Arnavutköy: 41° 4' 18,21" N  29° 2' 24,8" E